# KCTD21
KCTD21 (англ. Potassium channel tetramerization domain containing 21) – білок, який кодується однойменним геном, розташованим у людей на 11-й хромосомі. Довжина поліпептидного ланцюга білка становить 260 амінокислот, а молекулярна маса — 29 643.
| 10         |  | 20         |  | 30         |  | 40         |  | 50         |
| ---------- |  | ---------- |  | ---------- |  | ---------- |  | ---------- |
| MSDPITLNVG |  | GKLYTTSLAT |  | LTSFPDSMLG |  | AMFSGKMPTK |  | RDSQGNCFID |
| RDGKVFRYIL |  | NFLRTSHLDL |  | PEDFQEMGLL |  | RREADFYQVQ |  | PLIEALQEKE |
| VELSKAEKNA |  | MLNITLNQRV |  | QTVHFTVREA |  | PQIYSLSSSS |  | MEVFNANIFS |
| TSCLFLKLLG |  | SKLFYCSNGN |  | LSSITSHLQD |  | PNHLTLDWVA |  | NVEGLPEEEY |
| TKQNLKRLWV |  | VPANKQINSF |  | QVFVEEVLKI |  | ALSDGFCIDS |  | SHPHALDFMN |
| NKIIRLIRYR |  |            |  |            |  |            |  |            |

A: Аланін

C: Цистеїн

D: Аспарагінова кислота

E: Глутамінова кислота

F: Фенілаланін

G: Гліцин

H: Гістидин

I: Ізолейцин

K: Лізин

L: Лейцин

M: Метіонін

N: Аспарагін

P: Пролін

Q: Глутамін

R: Аргінін

S: Серин

T: Треонін

V: Валін

W: Триптофан